# Battaglia di Beauport
La battaglia di Beauport, nota anche come battaglia di Montmorency, combattuta il 31 luglio 1759, fu un importante scontro tra britannici e francesi durante la guerra dei sette anni (nota in America del Nord come guerra franco-indiana). L'attacco condotto dai britannici contro le linee francesi di Beauport, circa cinque chilometri ad est di Québec, fu bloccato, ed i soldati britannici del generale James Wolfe si ritirarono con 443 morti o feriti.

## Contesto storico
Le campagne del 1758 della guerra franco-indiana ebbero successo per i britannici che avevano mandato oltre 40 000 uomini contro la Nuova Francia, riprotando importanti vittorie nella conquista di Louisbourg e nella distruzione di Fort Frontenac, anche se l'offensiva principale fu bloccata dal generale francese Louis-Joseph de Montcalm nella battaglia di Fort Carillon. William Pitt continuò la propria politica aggressiva nel 1759, organizzando altre campagne militari volte al cuore della Nuova Francia, le comunità canadesi di Québec e Montréal sul San Lorenzo. Per la campagna diretta contro Québec, al generale James Wolfe fu assegnato un commando di circa 7000 uomini.

### Beauport
Quando giunse davanti a Québec il 26 giugno, Wolfe capì che la riva settentrionale del San Lorenzo nei pressi di Beauport, il punto più favorevole per lo sbarco delle truppe, era difeso duramente dai francesi che vi avevano costruito trincee, ridotte e batterie galleggianti. Per questo Wolfe dovette modificare il piano sbarcando in un altro punto della costa. La ricerca di questo nuovo punto lo tenne occupato per settimane.

### Campo di Montmorency
La notte dell'8 o 9 luglio le forze britanniche sbarcarono sulla costa settentrionale, circa 1,2 km ad est delle cascate Montmorency, ad est di dove terminava la linea difensiva francese ovest-est, alla foce del Montmorency (fiume). Wolfe sbarcò per primo, alla guida dei granatieri di Louisbourg che furono seguiti dalla brigata di George Townshend. Lo sbarco non incontrò opposizione da parte dei francesi. James Murray, a capo di una parte della sua brigata, si unì a Wolfe e Townshend il 10 luglio. Fu organizzato un accampamento nei pressi del punto dello sbarco. Wolfe ordinò la costruzione di una batteria per la difesa del campo, oltre a zattere e batterie galleggianti in previsione dell'attacco alla linea francese.

### Piano d'attacco
Il primo piano citato da Wolfe nel suo diario e nella corrispondenza con gli ufficiali è quello del 16 luglio. In una lettera indirizzata al generale Robert Monckton Wolfe dice si sperare di conquistare una delle ridotte francesi, la seconda a partire da est lungo la linea di Beauport, in modo da obbligare il nemico ad uscire dalle trincee. Il piano prevedeva un attacco della marina, un'importante forza di sbarco trasportata da Île d'Orléans e truppe che avrebbero attraversato il fiume Montmorency su zattere per poi marciare ad ovest verso il campo di battaglia. Contemporaneamente, la brigata comandata da Monckton sarebbe sbarcata alla destra dei francesi, tra il fiume Saint-Charles e Beauport.
Il piano fu messo in pratica il 20 luglio, quando avvenne un evento molto importante per gli inglesi: la Royal Navy era riuscita, nella notte del 18–19 luglio, a far passare sette navi, compresi il vascello HMS Sutherland e due fregate (HMS Diana e HMS Squirrel), attraverso lo stretto passaggio tra Québec e Pointe-Lévy, aprendo la possibilità di uno sbarco ad ovest di Québec. Le batterie spararono alla flotta inglese dalla Lower Town di Québec e le batterie galleggianti la inseguivano, ma non riuscirono ad impedirne l'attraversamento. I registri della Sutherland dicono che le cannonate francesi volavano troppo alte per poter fare danni.
Il 19 luglio Wolfe si trovava nel campo di Pointe-Lévy per controllare la riva occidentale di Québec. Quel giorno si spostò più ad ovest, vicino alla foce del Chaudière, per studiare la riva opposta tra Sillery e Cap Rouge. Wolfe scrisse a Monckton gli ordini per un piano d'attacco che coinvolgeva uno sbarco nei pressi del villaggio di Saint-Michel, una cosa già presa in considerazione a giugno. Alle 13:00 Wolfe cambiò gli ordini per Monckton, dicendogli di aspettare alcuni giorni e di tenersi pronto ad agire velocemente, a causa di alcune "particolari circostanze". È possibile che facesse riferimento ad una controffensiva francese in cui una nuova batteria a Samos (nei pressi di Sillery) aveva danneggiato la Squirrel.
Wolfe tornò al campo di Montmorency il 26 luglio. Scortato da due battaglioni, camminò lungo il Montmorency per visionare le linee francesi. A circa 5 chilometri dalla foce del fiume, vide un guado che gli avrebbe permesso di attraversare facilmente dalla riva occidentale a quella orientale. La scoperta fu seguita da un duro scontro tra i soldati inglesi che tentavano la traversata ed i francesi trincerati sulla riva opposta. Gli inglesi subirono 45 morti o feriti.
Il 28 luglio Wolfe scrisse di un attacco alla linea di Beauport da eseguire il 30 luglio. Gli scarsi venti, però, non permisero movimenti navali e le operazioni furono rimandate al giorno dopo. Il piano d'attacco allora in testa a Wolfe era una variazione di quello descritto a Monckton nella lettera del 16 luglio. A differenza del piano originario, non c'era menzione di uno sbarco parallelo alla destra dei francesi (ovest di Beauport).

## Battaglia

### Pericoli del piano proposto
Il mattino del 31 luglio la nave da guerra Centurion si posizionò nei pressi delle cascate Montmorency per attaccare le batterie francesi più orientali. Il generale Wolfe si imbarcò sulla Russell, uno dei due trasporti armati assieme alla Three Sisters, che avrebbe attaccato la ridotta. Wolfe, nel cuore dell'azione, aveva una migliore possibilità di analizzare le postazioni francesi rispetto a quando si trovava a Île d'Orléans. Comprese subito il suo errore: la ridotta che sperava di conquistare per obbligare i francesi ad uscire dalle trincee era nel raggio d'azione del fuoco nemico. I soldati francesi avrebbero potuto sparare verso la ridotta senza dover uscire allo scoperto. Questo fatto cambiò tutto ed il piano d'attacco di Wolfe si dimostrò più pericoloso del previsto.
Nonostante tutto il generale Wolfe decise di procedere comunque con l'attacco. Nel suo diario scrisse che fu "la confusione ed il disordine" che vide tra i nemici a convincerlo ad attaccare comunque. Townshend, al comando a Montmorency, e Monckton che stava facendo lo stesso a Pointe-Lévy, ricevettero l'ordine di prepararsi all'attacco.

### Sbarco difficoltoso
Attorno alle 11:00 le navi da trasporto (Russell e Three Sisters) raggiunsero la costa settentrionale dove sbarcarono gli uomini pronti a conquistare la ridotta. Verso le 12:30 le navi che portavano il grosso dell'esercito partirono da Île d'Orléans per unirsi a Wolfe. Una difficoltà imprevista fece sospendere lo sbarco previsto poco ad ovest delle cascate Montmorency: le navi trovarono un fondale basso che gli impediva di raggiungere la riva. Passò molto tempo prima che fosse trovato un punto adatto allo sbarco, che alla fine avvenne attorno alle 17:30. Nel frattempo il cielo si era riempito di nuvole che minacciavano tempesta.

### Scontro
Le prime truppe ad avanzare verso le linee francesi furono le tredici compagnie di granatieri e circa 200 soldati dei Royal Americans. Il fuoco della milizia di Montréal ne bloccò l'avanzata lungo la collina.
Poco dopo l'apertura del fuoco scoppiò il temporale e la polvere da sparo si bagnò rendendo le armi inutilizzabili. Quando il generale Wolfe ordinò la ritirata le truppe in marcia dal campo di Montmorency non si erano ancora unite all'esercito principale partito da Île d'Orléans.

## Conseguenze
I francesi vinsero. Il generale Wolfe registrò 443 perdite (210 morti e 233 feriti), mentre tra i francesi vi furono 60 morti e feriti. I morti francesi furono causati dal fuoco della grande batteria del campo di Montmorency. Il giorno dopo la battaglia Wolfe scrisse a Monckton dicendo che le perdite subite in battaglia non erano gravi, e che la sconfitta non aveva abbassato il morale.
Mentre la vittoria fu festeggiata nel campo francese, il generale Montcalm rimase lucido, scrivendo a Bourlamaque che secondo lui questo attacco era solo il preludio di uno più importante, e che non potevano fare altro che aspettarlo. Alla fine l'attacco arrivò, quando il 13 settembre i britannici sbarcarono ad ovest di Québec e sconfissero i francesi nelle Plains of Abraham in una battaglia che causò anche la morte di Montcalm e Wolfe.